# Roland af Hällström
Gustaf Gabriel Roland af Hällström, född 23 augusti 1905 i Lembois, död 21 februari 1956 i Helsingfors, var en finländsk filmregissör. 
af Hällström var verksam vid Fenno-Filmi, sedermera Fennada-Filmi, från 1945. Han blev känd för sina tolkningar av en rad kända litterära verk, bland annat Ilmari Kiantos Jooseppi från Ryysyranta (1955) och Joel Lehtonens Ödemarkens barn (1953).

## Skrifter
- Filmi – aikamme kuva: Filmin historiaa, olemusta ja tehtäviä (1936) – den första filmhistoriken på finska.